# Трејл (Британска Колумбија)
Трејл (енгл. Trail) је град у Канади у покрајини Британска Колумбија. Према резултатима пописа 2011. у граду је живело 7.681 становника.

## Становништво
Према резултатима пописа становништва из 2011. у граду је живело 7.681 становника, што је за 6,1% више у односу на попис из 2006. када је регистровано 7.237 житеља.
| 2006. | 2011. |
| ----- | ----- |
| 7.237 | 7.681 |